# جی‌دبلیواچ-۲۵۱
جی‌دبلیواچ-۲۵۱ (به انگلیسی: JWH-251) با فرمول شیمیایی C۲۲H۲۵NO یک ترکیب شیمیایی با شناسه پاب‌کم ۱۱۶۱۶۷۲۳ است. که جرم مولی آن ۳۱۹٫۴۴ g/mol می‌باشد. 